# RiC
RiC ist ein frei empfangbarer Spartensender der Your Family Entertainment. Er ging am 10. September 2012 auf Sendung, der Name steht nach Angabe des Senders für „RiChtig Fernsehen“. Tagsüber richtet sich das Programm schwerpunktmäßig an 3- bis 13-jährige Kinder. Am Abend richtet es sich an die ganze Familie. Der Sender wird via Astra 19.2° Ost verbreitet, seit dem 1. Februar 2024 auf dem Transponder 11302 MHz/H/22000; zudem wird ein Internetstream auf der Senderwebsite angeboten.
Im Februar 2013 wurden täglich zwei halbstündige Fenster des Senders (08:30 bis 09:00 Uhr sowie von 12:00 bis 12:30 Uhr) unter dem Label Wackelzahn auf Regionalsendern wie Rhein-Main TV ausgestrahlt, wodurch Teile des Programmes auch im Kabel verbreitet wurden. Diese Programmfenster sind inzwischen aber wieder eingestellt.

## Programm
- Siehe auch: Liste von RiC-Sendungen

### Sendezeiten
|                                          | 06:00 Uhr | 08:00 Uhr    | 08:30 Uhr    | 13:00 Uhr    | 13:30 Uhr | 19:30 Uhr    | 20:15 Uhr    | 01:00 Uhr    |
| ---------------------------------------- | --------- | ------------ | ------------ | ------------ | --------- | ------------ | ------------ | ------------ |
| 10. September 2012 bis 21. Dezember 2015 | RiC       | RiC          | RiC          | RiC          | RiC       | RiC          | Teleshopping | Teleshopping |
| 22. Dezember 2015 bis 31. Dezember 2018  | RiC       | RiC          | Teleshopping | RiC          | RiC       | Teleshopping | eoTV         | Teleshopping |
| seit 1. Januar 2019                      | RiC       | Teleshopping | Teleshopping | Teleshopping | RiC       | Teleshopping | Teleshopping | Teleshopping |

Der Sender strahlte anfangs 24 Stunden am Tag überwiegend Trickserien und vereinzelte Realserien aus. Sämtliche Serien wurden in Blöcken mehrfach am Tag wiederholt. Inzwischen dominieren, wie bei vielen kleineren Spartensendern, auch hier im Tagesprogramm Teleshopping-Formate, welche täglich von 8:00 bis 13:30 Uhr ausgestrahlt werden. Ein weiteres Teleshoppingfenster wird von 19:30 bis 6:00 Uhr gesendet. Eigenes, klassisches Kinderprogramm, sendet RiC somit nur noch von 6:00 bis 8:00 Uhr und von 13:30 bis 19:30 Uhr.
Eine Besonderheit des Senders ist, dass gegen 19:00 Uhr die Videospur für ca. 30 Minuten „unterbrochen“ und eine Gute-Nacht-Geschichte nur in der Audiospur gesendet wird. Während dieser Zeit wird ein Schwarzbild ausgestrahlt, zu welchem über eine Tonspur eine Hörgeschichte gesendet wird, da RiC sein Programm über einen Transponder des ORF ausstrahlt, welcher zu dieser Zeit seine ORF-2-Landesprogramme ausstrahlt und deshalb die Transponderkapazitäten selber benötigt. RiC ist es deshalb aus technischen Gründen nicht möglich, in dieser halben Stunde Bewegtbilder und Tonspuren gleichzeitig zu senden, weshalb die Gute-Nacht-Geschichte nur zu hören und nicht zu sehen ist.
Alle Kindersendungen wurden in den ersten Jahren in einem statischen Rahmen, der einem Theatervorhang nachempfunden ist, ausgestrahlt. Dies sollte Kindern, die zu nah vor einem großformatigen Fernsehgerät sitzen, das Zuschauen erleichtern; eine Funktion, die der Sender auch patentiert hat. Außerdem soll der Rahmen als für diesen Sender charakteristisches grafisches Stilmittel der Abgrenzung zur Konkurrenz dienen.
Dieser statische Rahmen wird inzwischen nicht mehr gesendet und der sich schließende Vorhang taucht nur noch am Ende einer ausgestrahlten Sendung auf.
Im Januar 2014 wurde ein neues Senderdesign eingeführt. Bis zum 21. Dezember 2015 pausierte das reguläre Programm zwischen 20:15 Uhr und 06:00 Uhr.
Seit 1. Januar 2019 pausiert das reguläre Programm zwischen 19:30 Uhr und 06:00 Uhr. Während dieser Zeit wird ein Teleshopping-Fenster ausgestrahlt.

## Senderlogos

Erstes Logo von 2012 bis November 2013
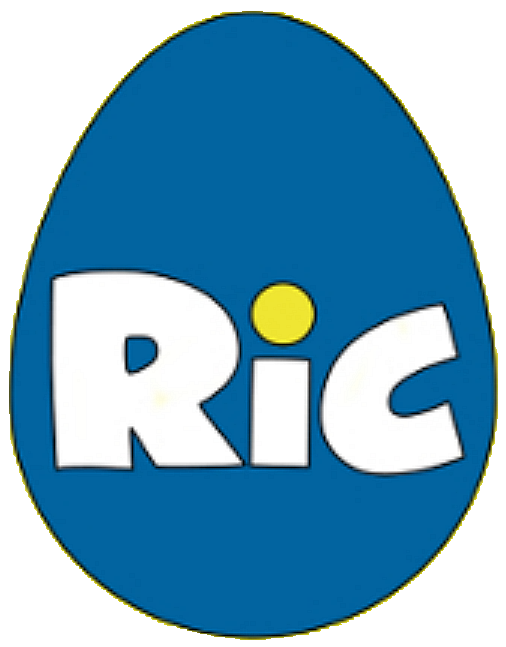
Logo von November 2013 bis April 2014
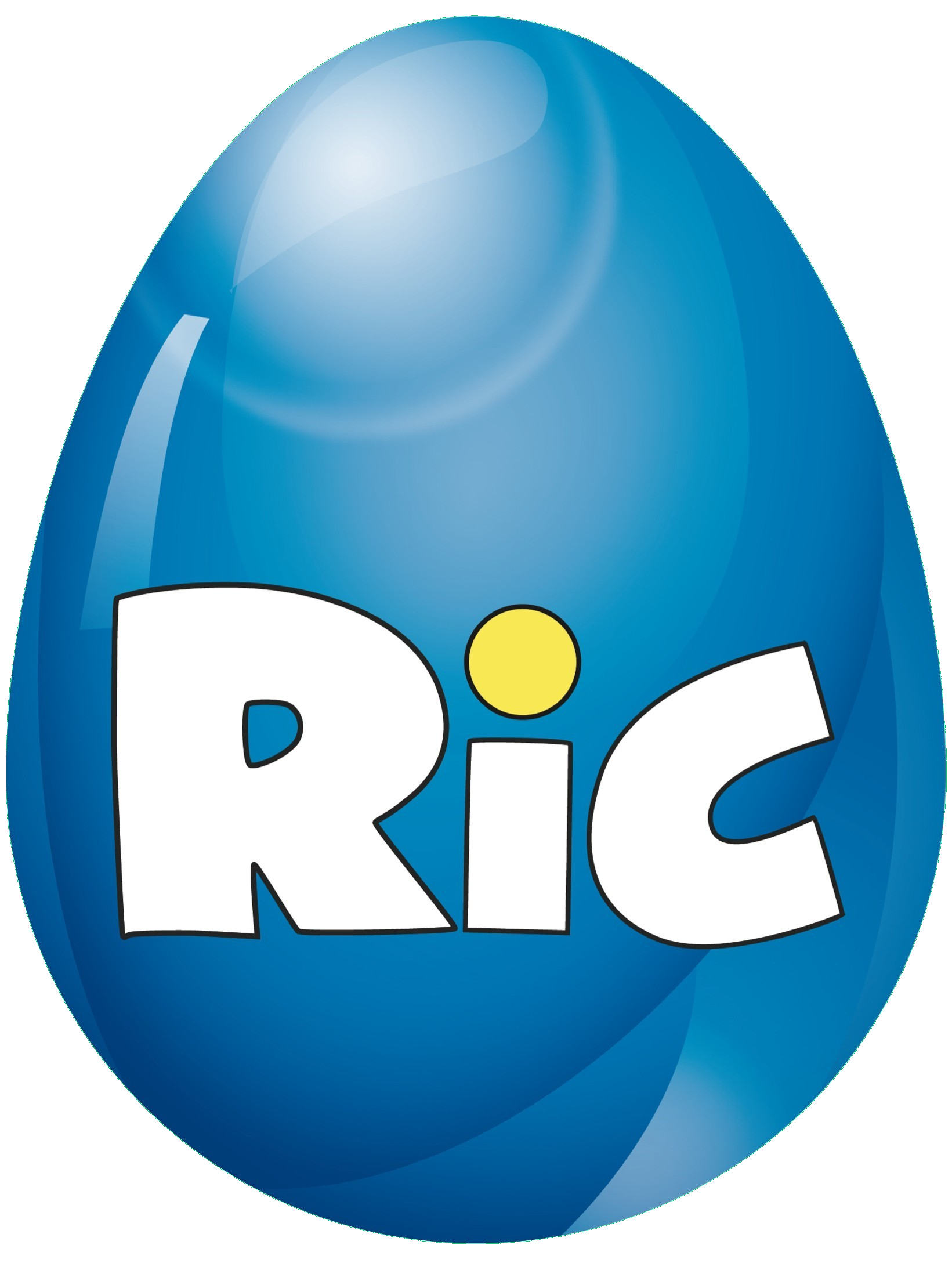
Logo seit Mai 2014

## eoTV

Senderlogo von eoTV

Von 22. Dezember 2015 bis 31. Dezember 2018 wurde täglich in der Zeit von 20:15 bis 01:00 Uhr ein Programmfenster des Anbieters eoTV auf RiC ausgestrahlt. eoTV, kurz für European Originals Television, zeigt eine Mischung aus europäischen Fernsehserien, Spielfilmen, Klassikern sowie Erstausstrahlungen im Free-TV.

## Empfang
- Satellitenfernsehen: DVB-S (digital) via Astra 1L, 19,2° Ost, Frequenz 12692 MHz, horizontal, Symbolrate 22000 (Format: 576i, Audio: 128 kB/s)
- IPTV: Ab Sendestart auf der Homepage des Senders und seit 3. Oktober 2013 bei Zattoo enthalten.[11]
- Kabelfernsehen: Als Programmfenster über Regionalsender (DVB-T) wie Rhein-Main TV.
- Hybrid-Fernsehen: Verbreitung als Streaming-Angebot über HbbTV-Mediatheken (freenet TV connect).

## Sonstiges
RIC TV (Rede Independência de Comunicação) ist ebenfalls der Name eines 1987 gegründeten brasilianischen Fernseh-Netzwerkes, das zu Rede Record gehört und seinen Hauptsitz in Curitiba hat.